# Abschied von gestern
Abschied von gestern (Arbeitstitel Anita G.) ist ein deutscher Film des Regisseurs, Produzenten und Autors Alexander Kluge, der bereits die Buchvorlage geliefert hatte. Die Uraufführung des Werkes, das als stilbildender Klassiker des Neuen Deutschen Films gilt, erfolgte am 5. September 1966 bei den Internationalen Filmfestspielen von Venedig; die deutsche Erstaufführung fand am 14. September 1966 in Mannheim statt.

## Handlung
Zu Beginn erscheint der Schrifttitel „Uns trennt von gestern kein Abgrund, sondern die veränderte Lage“, und auch danach wird die Handlung wiederholt von Zwischentiteln und Kommentaren, die Kluge selber sprach, unterbrochen. Nicht linear, sondern eher kaleidoskopartig wird das Bemühen der Anita G. erzählt, in der Bundesrepublik Fuß zu fassen.
Sie ist als Kind jüdischer Eltern 1937 in Leipzig geboren und nach deren Rückkehr in der DDR aufgewachsen, wo sie Telefonistin war. Nach ihrer Flucht in den Westen wird sie Krankenschwester, begeht einen Diebstahl und wird auf Bewährung verurteilt. Sie entflieht ihrer Bewährungshelferin und zieht in eine andere Stadt.
Als Vertreterin einer Plattenfirma wird sie Geliebte ihres Chefs, der sie aber schließlich seiner Ehefrau zuliebe anzeigt. Auch ihren nächsten Job als Zimmermädchen verliert sie wegen eines ihr nachgesagten Diebstahls. Ihre Bemühung, sich an der Universität einzuschreiben, scheitert wegen ihrer defizitären Vorbildung, die ihr ein blasierter Universitätsassistent erbarmungslos aufzeigt.
Als Geliebte des Ministerialrats Pichota scheint sich ihr Schicksal zum Besseren zu wenden, doch als sie von ihm schwanger wird, fertigt er sie mit 100 Mark ab. Die mittlerweile steckbrieflich gesuchte Anita G. zieht von einem Ort zum anderen, bis sie sich wegen der bevorstehenden Geburt ihres Kindes der Polizei stellt. Das Kind wird ihr weggenommen, und im Frauengefängnis sieht sie ihrer kommenden Verurteilung entgegen.

## Hintergrund
Abschied von gestern ist einer der ersten Langfilme, welcher die beim Oberhausener Manifest postulierten Anforderungen an einen zeitgemäßen Film zu erfüllen suchte. Alexander Kluge hatte das Schicksal der Anita G., das auf einem authentischen Justizfall aus dem Jahr 1959 basierte, bereits in seinem vier Jahre zuvor erschienenen Buch Lebensläufe aufgegriffen. In Stellungnahmen und Interviews bereitete er die Öffentlichkeit auf den Film vor, in dem seine Schwester Alexandra (eigentlich Karen) die Hauptrolle übernahm. Die  Dreharbeiten fanden vom Dezember 1965 bis zum Februar 1966 in Frankfurt am Main, Mainz, Wiesbaden und München statt.
Die Darstellungsweise des Films ist unverkennbar den Prinzipien des Epischen Theaters geschuldet. Die einzelnen Szenen besitzen weitgehend Eigenständigkeit, das Geschehene wird in kühler, dokumentarischer, detailreicher Form präsentiert. Unvermittelt taucht der echte hessische Generalstaatsanwalt Fritz Bauer als handelnde Person im Film auf und plädiert für eine Humanisierung der Justiz. Alfred Edel, damals wirklicher wissenschaftlicher Mitarbeiter, spielte auch im Film einen solchen, was für ihn der Einstieg zu einer Filmkarriere wurde.
Die FSK-Freigabe war zunächst strittig. Die Freigabe des Films für die deutschen Kinos kam erst, nachdem er beim Filmfestival von Venedig mit dem „Silbernen Löwen“ ausgezeichnet worden war.

## Kritiken
- „Beabsichtigt ist nicht die gefühlsmäßige Anteilnahme des Zuschauers; er soll vielmehr am Beispiel dieses Schicksals Erkenntnisse über den Zustand unserer Gesellschaft gewinnen“ (Reclams Filmführer, 1973)
- „Meilenstein des jungen deutschen Films“ (Heyne Filmlexikon, 1996)
- „Kluge erzählt ihre Odyssee mit den modernen Mitteln des Autorenfilms; aufregende Mixtur aus Fakten und Phantasie, in die der Zuschauer seinen eigenen Film hineindenken kann.“ (Wertung: 3  Sterne = sehr gut) – Adolf Heinzlmeier und Berndt Schulz in: Lexikon „Filme im Fernsehen“ (Erweiterte Neuausgabe). Rasch und Röhring, Hamburg 1990, ISBN 3-89136-392-3, S. 18
- „Gleich Schlaglichtern aneinandergereihte Stationen aus dem Leben eines nicht in die Gesellschaft integrierten Mädchens. Unkonventionell gestaltetes Porträt, vor Bruchstücke unserer Wirklichkeit gestellt. Ein kühler, distanzierter Film, der im Zuschauer Assoziationen und Reflexionen wecken will; das interessante, kaum aber überragende Debüt von Alexander Kluge. Empfehlenswert ab 16.“ (Evangelischer Filmbeobachter)[2]
- Die Filmbewertungsstelle Wiesbaden gab dem Film das Prädikat Besonders Wertvoll. In der Begründung heißt es im FBW-Gutachten u. a.: „Alexander Kluge zeigt einigen Mut zum filmischen Experiment, das allerdings nicht im bloßen Experiment stecken blieb, sondern schon beim ersten Anlauf eine geschlossene filmische Gestalt ergab. Diese innere Geschlossenheit in der Form der filmischen Gestaltung erweist sich vor allem daran, daß Anita G. im Verfolg des Films immer eindringlicher die Einheit eines gesamten Menschenbildes, einer unverwechselbaren Person und eines zwingenden Schicksals gewinnt. Diese Einheit in der zentralen Menschengestalt des Films ist um so beachtlicher, als Anita G. in lauter getrennten, verwehenden Episoden gezeigt wird, die mitunter weit auseinander liegen.“

## Auszeichnungen
- Internationale Filmfestspiele von Venedig 1966: Silberner Löwe, Nominierung für den Goldenen Löwen
- Preis der italienischen Filmkritik (F.I.C.C.)
- Preis der spanischen Filmkritik
- Preis der OCIC (intern. katholisches Filmbüro)
- Preis der Zeitschrift Cinema Nuovo
- Preis der Zeitschrift Cinema 60
- CIC-Preis der italienischen Filmclubs
- Goldene Rose der Filmautoren für Alexandra Kluge als beste Darstellerin
- Bundesfilmpreis 1967: Filmband in Gold für besten Spielfilm, besten Regisseur, beste Hauptdarstellerin und besten Nebendarsteller (Günter Mack)
- Filmförderung (100.000 DM) des Kuratoriums Junger Deutscher Film
- Drehbuchprämie (200.000 DM) des Bundesministeriums des Innern